# Grups terminals i troncals
|  | Per a altres significats sobre «grup terminal», vegeu «Grup funcional». |

- = Node basal
- = Node terminal
- = Grup total
- = Grup terminal
- = Grup troncal

Un grup terminal és el clade més petit que conté l'últim avantpassat comú de tots els seus membres vivents, així com tots els descendents d'aquest avantpassat. Els organismes extints poden formar part d'un grup terminal. Per exemple, el dodo descendeix de l'últim avantpassat comú dels ocells i, per tant, se'l classifica dins el grup terminal dels ocells.
Alguns organismes cauen a prop, però no a dins d'un grup terminal en concret. N'és un bon exemple l'arqueòpterix, que, tot i tenir un aspecte molt semblant al dels ocells, no descendeix de l'últim avantpassat comú de tots els ocells vivents. Aquests organismes poden ser classificats dins el grup troncal d'un clade. En aquest exemple, l'arqueòpterix és un ocell del grup troncal, però cau dins el grup terminal dels tetràpodes. Tots els organismes amb una relació més propera amb els ocells de grup terminal que a qualsevol altre grup vivent poden ser classificats al grup troncal dels ocells. Com que tots els ocells vivents es troben, per definició, dins el grup terminal, se n'infereix que tots els membres d'un grup troncal estan extints; així doncs, els grups troncal només contenen membres fòssils. El conjunt del grup terminal i el seu grup troncal és conegut com a grup total. Tot i que el grup troncal és parafilètic, se'l pot definir objectivament restant el grup terminal del grup total.